# Vincenc Kern
Vincenc Kern, slovenski zdravnik kirurg, * 20. januar 1760, Gradec, † 16. april 1829, Dunaj.

## Življenje in delo
Rodil se je v Gradcu kot sin priseljenega privatnega uradnika, baje iz ljubljanske rodbine Kern (trditev dunajskega kirurga Albrechta). Po končani gimnaziji v Gradcu je vstopil kot vajenec v neko ranocelniško oficino (oficina-nekdaj /obrtna/ delavnica), študiral nato izven Gradca, služil kot  pomočnik-ranar v Salzburgu, Trstu in Benetkah ter se preživljal s tem, da je spremljal bolne aristokrate na potovanjih in v zdraviliščih. Nato je od leta 1784 do 1789 na Dunaju študiral medicino in opravil praktični preizkus iz kirurgije. Po dveletnem službovanju na dunajski gluhonemnici je bil 1797 imenovan za profesorja kirurgije in porodništva na ljubljanskem liceju in je tu deloval 8 let. V Ljubljani je uveljavil vakcinacijo (cepljenje) proti osepnicam in je kljub odporu prebivalstva dosegel popoln uspeh. Leta 1799 na Dunaju doktoriral iz medicine in 1803 napravil študijsko potovanje v Benetke, kjer se je seznanil z operativno tehniko za odstranitev kamnov v sečnem mehurju. Leta 1805 je bil imenovan za profesorja praktične kirurgije na dunajski univerzi in postal istočasno osebni kirurg cesarja Franca I. Z ustanovitvijo knjižnic na klinikah in operacijskega instituta je postal za dunajsko šolo pomemben reformator, v kirurgiji pa si prislužil trajen pomen z reformo ravnanja z rano, predvsem pa s svojimi urološkimi deli. Spisal je več strokovnih knjig in člankov.